# Diócesis de Djougou
La diócesis de Djougou (en latín: Dioecesis Diuguensis y en francés: Diocèse de Djougou) es una circunscripción eclesiástica de la Iglesia católica en Benín. Se trata de una diócesis latina, sufragánea de la arquidiócesis de Parakou. Desde el 12 de febrero de 2022 su obispo es Bernard de Clairvaux Toha Wontacien, de los Oblatos de San Francisco de Sales.

## Territorio y organización
La diócesis tiene 11 126 km² y extiende su jurisdicción sobre los fieles católicos de rito latino residentes en el departamento de Donga.
La sede de la diócesis se encuentra en la ciudad de Djougou, en donde se halla la Catedral del Sagrado Corazón.
En 2021 en la diócesis existían 23 parroquias.

## Historia
La diócesis fue erigida el 10 de junio de 1995 con la bula Quo aptius proveheretur del papa Juan Pablo II, obteniendo el territorio de la diócesis de Natitingou. Originalmente fue sufragánea de la arquidiócesis de Cotonú.
El 16 de octubre de 1997 pasó a formar parte de la provincia eclesiástica de la arquidiócesis de Parakou.

## Estadísticas
Según el Anuario Pontificio 2022 la diócesis tenía a fines de 2021 un total de 71 522 fieles bautizados.
| Año                                                                             | Población            | Población | Población      | Sacerdotes | Sacerdotes    | Sacerdotes    | Bautizados por sacerdote | Diáconos permanentes | Religiosos | Religiosos | Parroquias |
| Año                                                                             | Bautizados católicos | Total     | % de católicos | Total      | Clero secular | Clero regular | Bautizados por sacerdote | Diáconos permanentes | Varones    | Mujeres    | Parroquias |
| ------------------------------------------------------------------------------- | -------------------- | --------- | -------------- | ---------- | ------------- | ------------- | ------------------------ | -------------------- | ---------- | ---------- | ---------- |
| 1998                                                                            | 9161                 | 294 801   | 3.1            | 18         | 10            | 8             | 508                      |                      | 8          | 28         | 7          |
| 2001                                                                            | 10 441               | 313 576   | 3.3            | 20         | 11            | 9             | 522                      |                      | 9          | 36         | 7          |
| 2003                                                                            | 15 480               | 315 982   | 4.9            | 24         | 16            | 8             | 645                      |                      | 10         | 38         | 10         |
| 2004                                                                            | 17 221               | 338 650   | 5.1            | 23         | 16            | 7             | 748                      |                      | 9          | 37         | 10         |
| 2006                                                                            | 18 760               | 346 000   | 5.4            | 28         | 20            | 8             | 670                      |                      | 10         | 40         | 13         |
| 2010                                                                            | 36 556               | 406 000   | 9.0            | 44         | 31            | 13            | 830                      |                      | 17         | 59         | 13         |
| 2013                                                                            | 45 749               | 447 000   | 10.2           | 49         | 35            | 14            | 933                      |                      | 19         | 55         | 21         |
| 2016                                                                            | 58 501               | 600 904   | 9.7            | 53         | 36            | 17            | 1103                     |                      | 21         | 64         | 22         |
| 2019                                                                            | 71 213               | 641 198   | 11.1           | 57         | 40            | 17            | 1249                     |                      | 20         | 60         | 23         |
| 2021                                                                            | 71 522               | 676 700   | 10.6           | 51         | 37            | 14            | 1402                     |                      | 17         | 61         | 23         |
| Fuente: Catholic-Hierarchy, que a su vez toma los datos del Anuario Pontificio. |                      |           |                |            |               |               |                          |                      |            |            |            |

## Episcopologio
- Paul Kouassivi Vieira † (10 de junio de 1995-21 de marzo de 2019 falleció[3])
  - Sede vacante (2019-2022)[nota 1]
- Bernard de Clairvaux Toha Wontacien, O.S.F.S., desde el 12 de febrero de 2022